# Hatósági szerződés
A közigazgatási jogban a hatósági szerződés olyan közigazgatási szerződés, amit a közigazgatási eljárás során a közigazgatási hatóság és az ügyfél kötnek valamely közérdekű hatósági ügy rendezése érdekében. Amennyiben a közigazgatási eljárás első fokon hatósági szerződés megkötésével zárul, akkor a hatóság mellőzi az adott ügyben a határozathozatalt.
A hatósági szerződés egyben polgári jogi szerződés is, ezért az Ákr-ben nem szabályozott kérdésekben a hatósági szerződésre az azt szabályozó jogszabály rendelkezéseit, ennek hiányában a Ptk. szerződésekre vonatkozó általános szabályait kell alkalmazni.

## Alaki követelmények
Hatósági szerződés csak írásban köthető.

## Tartalmi követelmények
Hatósági szerződésnek tartalmaznia kell a szerződő felek személyét azonosító adatokat, a szerződés tárgyát, a felek közötti kapcsolattartás módját, a felmondási okokat, a szerződés teljesítéséhez szükséges adatokat, a szerződésszegésnek minősülő magatartásokat és azok jogkövetkezményeit. A szerződés tárgyától függően tartalmazhatja még a tevékenység ellenőrzésének gyakoriságát és rendjét.

## Végrehajtás
Hatósági szerződés esetén végrehajtási eljárás akkor indul, ha a hatósági szerződésben vállalt kötelezettségét az ügyfél önként nem teljesíti, vagy ha szerződésszegés történt és ezért az ügyfélnek az általa igénybe vett támogatást vagy egyéb kedvezményt vissza kell téríteni, de ezt önként nem teszi meg. A hatósági szerződésben meghatározott kötelezettség megszegését a végrehajtási eljárásban az elsőfokú hatóság állapítja meg végzés formájában. Ez ellen a végzés ellen jogorvoslatnak van helye a közigazgatási bírósághoz benyújtott keresettel, aminek halasztó hatálya van a végrehajtásra. A végrehajtási eljárás során késedelmi pótlék is felszámítható, amennyiben támogatás vagy egyéb kedvezmény visszatérítésének elmaradása miatt indult meg a végrehajtás.

## Jogszabályok
- 2004. évi CXL. törvény
- 2016. évi CL. törvény 92.- 93. §§

## Külső hivatkozások
- http://www.njt.hu